# 北谷稲荷神社

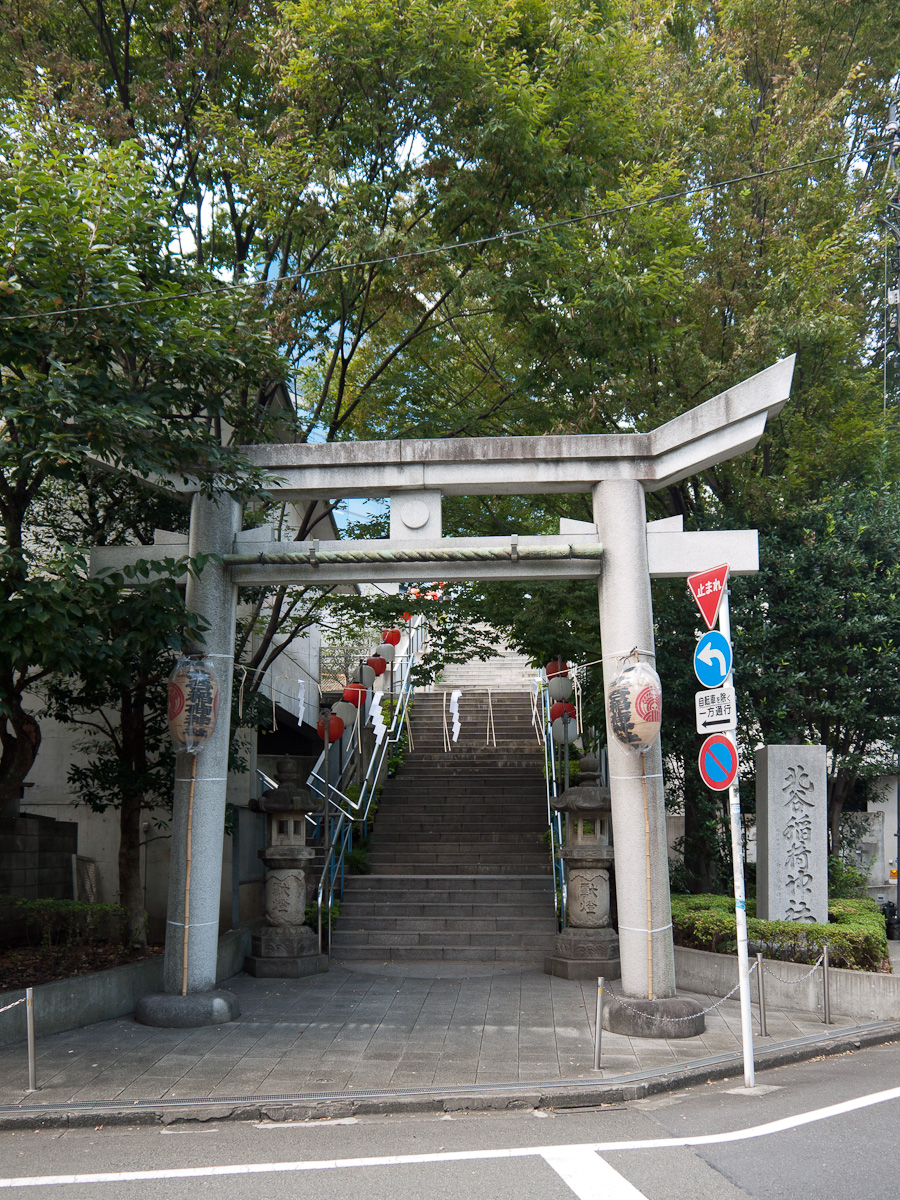
鳥居

北谷稲荷神社（きたやいなりじんじゃ）は、東京都渋谷区神南一丁目に鎮座する神社である。 

## 歴史
正確な創建年は不明である。ただし、1660年（万治3年）に大破して再建した際の棟札や、武蔵国の地誌「新編武蔵風土記稿（1810年起稿 - 1830年完成）」に「文明年間（1469年 – 1486年）、駿河より移りし時其の邸内の艮（ごん、八卦の方角で東北）の方に勧請（かんじょう、祭神の分霊）せり」などの記述があることから、早ければ1469年（文明元年）頃には現在の場所に創建されていたと推定される。
1997年、菊竹清訓建築設計事務所によるデザインで竣工し、現在のモダンな外観となった。

## 祭神
祭神として祀る主な大神は下記の通り。
- 宇迦之霊大神（うかのみたまのおおかみ）　⇒　稲荷神の宇迦之御魂神。
- 大己貴大神（おおなむちのおおかみ）　⇒　大国主の別称。
- 大宮比賣大神（おおみやひめのおおかみ）　⇒　大宮能売神。
- 神功皇后（じんぐうこうごう）　⇒　仲哀天皇の皇后。
- 大田大神（おおたのかみ）　⇒　芸能の長寿の神。

## 特徴
- 立地としては、西側の渋谷公園通りと東側のファイヤー通りに挟まれており、近隣はNHK放送センターや渋谷区役所などの公共施設、ファッション関連の商業施設などが数多く建ち並ぶ繁華街となっている。[3]
- 境内には、1909年（明治42年）に練兵場を設置した際に農民が建てた石碑や、1920年（大正9年）の宇田川の洪水後に建てられた治水記念碑が残されている。[注釈 1]

## 氏子地域
- 渋谷区神南
- 渋谷区宇田川町1～13、14・15
- 渋谷区渋谷一丁目21～23
- 渋谷区神宮前六丁目12（一部）、14（一部）、5～19、21～26、27（一部）
- 渋谷区神宮前一丁目7～9、14（一部）、16・17・19・20（いわゆる「原宿の竹下通り」一帯）

## 最寄駅
ターミナル駅「渋谷駅」
東日本旅客鉄道（JR東日本）「渋谷駅」　⇒　山手線・埼京線・湘南新宿ライン・成田エクスプレス
東急電鉄（東急）「渋谷駅」 ⇒　東急東横線（東横線）・東急田園都市線
京王電鉄（京王）「渋谷駅」　⇒　井の頭線
東京地下鉄（東京メトロ）「渋谷駅」　⇒　銀座線・半蔵門線・副都心線